# Западный Судан
Западный Судан — историческая область в Западной Африке, в противовес Центральному Судану. Включает сегодняшние территории Буркина-Фасо, центрального и южного Мали, части Нигера, Гвинеи, Ганы, Кот-д'Ивуара и Мавритании. На территории Западного Судана находились средневековые государства Империя Гана (750—1076), Текрур (ок. 800 — ок. 1285), Мали (XIII—XV века), Сонгай (1462—1591) и другие, позднее фульбские государственные образования.
На территории Западного Судана находилась колония Французский Судан.